# Litsea ochracea
Litsea ochracea H.W.Li – gatunek rośliny z rodziny wawrzynowatych (Lauraceae Juss.). Występuje naturalnie na Sumatrze, Borneo oraz Półwyspie Malajskim (w malezyjskich stanach Perak i Pahang). 

## Morfologia
PokrójZimozielone drzewo dorastające do 28 m wysokości.
LiścieMają kształt od lancetowatego do podłużnie lancetowatego. Mierzą 12–18 cm długości oraz 4–8 cm szerokości. Są skórzaste. Nasada liścia jest wąska. Blaszka liściowa jest o ostrym wierzchołku. Ogonek liściowy jest nagi i dorasta do 10–20 mm długości.
OwoceMają kulisty kształt.